# Flatgrund, Ingå
Flatgrund är en klippa i Finland.   Den ligger i kommunen Ingå i den ekonomiska regionen  Raseborg  och landskapet Nyland, i den södra delen av landet, 40 km väster om huvudstaden Helsingfors.
Terrängen runt Flatgrund är platt. Havet är nära Flatgrund söderut.  Närmaste större samhälle är Kyrkslätt, 14,9 km nordost om Flatgrund. 